# گوی‌تپه (ارومیه)
گوی تپه مربوط به دوران پیش از تاریخ ایران باستان است و در شهرستان ارومیه، بخش بلکشوچای، روستای گوی تپه واقع شده و این اثر در تاریخ ۲۸ مرداد ۱۳۴۷ با شمارهٔ ثبت ۴۲۵ به‌عنوان یکی از آثار ملی ایران به ثبت رسیده است.
ابزارهای مسی، ظروف سفالی با نقوشی از انسان و خانه‌های گلی از یافته‌های این ناحیه است.